# Мюллер, Бруно
Бруно Мюллер (нем. Bruno Müller; 13 сентября 1905, Страсбург, Германская империя — 1 марта 1960, Ольденбург, ФРГ) — немецкий юрист, командир айнзацкоманды 2 в Польше и зондеркоманды 11b айнзацгруппы D, руководитель полиции безопасности и СД в Кракове, Киле и Руане.

## Биография
Бруно Мюллер родился 13 сентября 1905 года. Изучал международное право. В 1930 году сдал первый государственный экзамен. 1 декабря 1931 года вступил в НСДАП (билет № 858088) и СС (№ 23884). С 1933 по 1934 год был мэром на острове Нордернай. В 1935 году сдал второй государственный экзамен. В том же году стал руководителем гестапо в Ольденбурге. В 1937 году занял аналогичный пост в Вильгельмсхафене.
С начала Польской кампании возглавил айнзацкоманду 2, входившую в состав айнзацгруппы 1. Подразделение Мюллера следовало за 14-й армией генерала-полковника Вильгельма Листа и действовало в районе Бельско-Бяла и Жешуве. В период с 16 по 27 сентября 1939 года подразделение Мюллера располагалось в районе Ярослава на реке Сан. Генерал-квартирмейстер верховного командования сухопутных войск отдал приказ Мюллеру погнать всех евреев этого района через реку Сан в восточные районы Польши, занятые Красной армией. 6 ноября 1939 года Мюллер вместе с айнзацкомандой 2 провёл арест 183 профессоров Ягеллонского университета в Кракове. Все они были отправлены в концлагеря Заксенхаузен и Дахау. С 20 ноября по декабрь 1939 года был командиром полиции безопасности и СД в Кракове. В 1940 году был переведён в Голландию к командиру полиции безопасности и СД. С октября 1940 по май 1941 был руководителем отдела III B4 (Иммиграция и переселение) в Главном управлении имперской безопасности. С июля по октябрь 1941 года был командиром зондеркоманды 11b, входившей в состав айнзацгруппы D и действовавшей на юге Украины. Зондеркоманда следовала за группой армий «Юг» и действовала в Кишинёве, Бендерах, Одессе и Николаеве. На слушании в прокуратуре 11 мая 1962 бывший оберштурмбаннфюрер Йоханнес Шлуппер описал инцидент, когда Мюллер 8 августа 1941 года в Бендерах застрелил двухлетнюю девочку и её мать. В декабре 1941 года стал руководителем гестапо в Штеттине. С октября 1943 года был командиром полиции безопасности и СД на Волыни и заместителем руководителя полиции безопасности и СД на Украине. Кроме того, Мюллер возглавлял айнзацкоманду в Ессеге айнзацгруппы E в Хорватии. В мае 1944 года получил должность командира полиции безопасности и СД в Руане, а в ноябре 1944 года был переведён к руководителю полиции безопасности и СД в Праге. Затем недолго занимал должность командира полиции безопасности и СД в Киле. На этой должности в его подчинении находился трудовой лагерь Нордмарк. Незадолго до капитуляции Германии отдал приказ расстреливать заключённых.

### После войны
В июне 1945 года был арестован и в декабре 1947 года был приговорён к 20 годам тюремного заключения за его роль в преступлениях, совершённых в трудовом лагере Нордмарк, где в период с мая 1944 и до конца войны погибло 500 заключённых. В сентябре 1953 года был досрочно освобождён. Потом работал экономистом по страхованию. Умер 1 марта 1960 года в Ольденбурге.

## Награды
- Медаль «За выслугу лет в НСДАП» в бронзе[11]
- Медаль «За выслугу лет в CC» 4-й, 3-й и 2-й степени[11]
- Крест «За военные заслуги» 2 класса с мечами[11]

## Экранизация
Деятельность Мюллера в Кракове представлена в фильме Анджея Вайды «Катынь», выпущенном в 2007 году. Роль исполнил актёр Иоахим Пауль Ассбёкк.